# Альболоте
Альболоте (ісп. Albolote) — муніципалітет в Іспанії, у складі автономної спільноти Андалусія, у провінції Гранада. Населення — 17 637 осіб (2010).
Муніципалітет розташований на відстані близько 350 км на південь від Мадрида, 8 км на північний захід від Гранади.
На території муніципалітету розташовані такі населені пункти: (дані про населення за 2010 рік)
- Альболоте: 14196 осіб
- Кортіхо-дель-Айре: 1491 особа
- Ель-Чапарраль: 1320 осіб
- Парке-дель-Кубільяс: 630 осіб

## Демографія
Динаміка населення (INE ):

## Галерея зображень

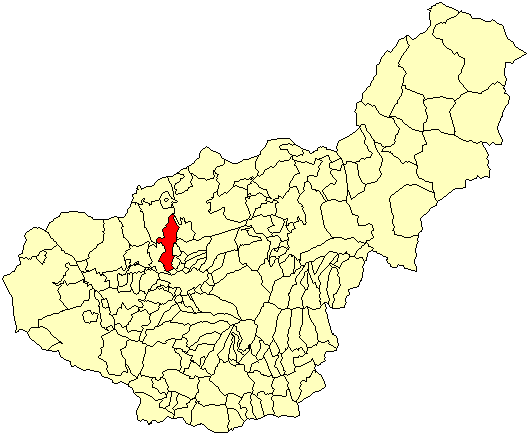
Розташування муніципалітету Альболоте у провінції Гранада